# MY Mr.LONELY HEART
「MY Mr.LONELY HEART」（マイ・ミスター・ロンリー・ハート）は、飛鳥涼（現：ASKA）のソロデビュー・シングル。1987年9月21日に発売された。発売元はキャニオン・レコード（現：ポニーキャニオン）。10月1日に放映されたテレビ朝日「新選組」主題歌。

## 背景
チャゲ&飛鳥（現：CHAGE and ASKA）の飛鳥涼がソロ・アーティストとしてリリースした最初のシングル。
このシングルレコードはCD化される事はなく、B面の「大人じゃなくていい」はアルバムにも未収録のため、スタジオレコーディングされたASKAの作品の中で唯一CD化されていない楽曲だったが、2018年11月発売の『SCENE -Remix ver.-』にリミックスバージョンとしてCD初収録された。

## 収録曲
| 全作詞・作曲: 飛鳥涼。 |                        |           |            |                  |      |
| #                      | タイトル               | 作詞      | 作曲・編曲 | 編曲             | 時間 |
| 1.                     | 「MY Mr.LONELY HEART」 | 飛鳥涼    | 飛鳥涼     | 飛鳥涼、瀬尾一三 | 4:40 |
| 2.                     | 「大人じゃなくていい」 | 飛鳥涼    | 飛鳥涼     | 佐藤準           | 4:54 |
| 合計時間:              | 合計時間:              | 合計時間: | 9:34       |                  |      |

## 楽曲解説
1. MY Mr.LONELY HEART
自身出演のテレビ朝日系ドラマ『TV時代劇スペシャル 新選組』主題歌。
シングルバージョンは現在も未CD化のままである。
2. 大人じゃなくていい
レコード自体が廃盤になって以降、しばらくはアルバム未収録かつ未CD化のままで入手困難な状態が続いていたが、2008年より各大手配信サイトにて楽曲の配信が開始された為、両曲共に視聴、入手は容易となった。
CDでは2018年11月発売の『SCENE -Remix ver.-』にリミックスバージョンとして収録されているのが唯一であり、シングルバージョンは現在も未CD化のままである。

## 収録アルバム
国内盤
- SCENE (#1)※アルバム・ヴァージョン
- ASKA the BEST Selection 1988-1998 (#1)※アルバム・ヴァージョン

海外盤
- 飛鳥〜飛鳥涼作品集 (#1)※アルバム・ヴァージョン